# Pierre Embriaco
Pierre Embriaco (italien : Pietro Embriaco), ou Pierre du Gibelet, mort après 1310, est un noble d'origine génoise. Il est le fils aîné de Guy II Embriaco, seigneur du Gibelet, et de son épouse Marguerite Granier.
Après la mort de son père en 1282, il lui succède comme seigneur-titulaire du Gibelet mis ne possède pas la seigneurie, celle-ci étant détenue par le comte Bohémond VII contre qui son père était entré en rébellion et qui l'avait fait exécuter.
À la suite de la victoire du sultan mamelouk Qalawun contre les croisés et à la prise de Tripoli et des villes voisines de Boutron et Nephin, Pierre parvient en 1289 à garder les terres autour du Gibelet contre le paiement d'un tribut au sultan. Mais il perd ses terres vers 1302 et part vivre à Chypre.
Il épouse successivement Douce de Gaurelée puis Agnès Embriaco, mais n'a pas de descendance connue.
Il meurt après 1310 et sa sœur Marie Embriaco lui succède comme dame-titulaire du Gibelet.